# فرودگاه میلارد (نبراسکا)
فرودگاه میلارد (نبراسکا) (به انگلیسی: Millard Airport (Nebraska)) یک فرودگاه همگانی بهره‌برداری هوایی با کد یاتا MIQ است که یک باند فرود بتن دارد و طول باند آن ۱۱۵۹ متر است. این فرودگاه در شهر اوماها کشور ایالات متحده آمریکا قرار دارد و در ارتفاع ۳۲۰ متری از سطح دریا واقع شده‌است.